# Félicien Marceau
Félicien Marceau, pseudonym för Louis Carette, född den 16 september 1913 i Kortenberg, Belgien, död den 7 mars 2012 i Paris, var en belgisk-fransk romanförfattare, dramatiker och essäist.

## Biografi
Marceau stod nära Hussards högerinriktade litterära rörelse, som i sin tur var nära den monarkistiska rörelsen av Action française.
Marceau skrev en rad romaner, bl. a. L’homme du roi (1952), innan han 1956 vände sig till teatern. Där fick han strax stor framgång med Ägget, en satirisk komedi.
År 1969 erhöll han Goncourtpriset för romanen Creezy. Samma år gav han ut sina memoarer, Les années courtes. I november 1975 valdes han in i Franska akademien som efterträdare till Marcel Achard, och där han var dekanus vid sin död.